# Serendipita lyrica
Serendipita lyrica är en svampart som beskrevs av Trichies 2003. Serendipita lyrica ingår i släktet Serendipita, ordningen Auriculariales, klassen Agaricomycetes, divisionen basidiesvampar och riket svampar.   Inga underarter finns listade i Catalogue of Life.